# Robin Betancourth
Robin Osvaldo Betancourth Cué (Petén, Guatemala; 25 de noviembre de 1991) es un futbolista guatemalteco que juega como delantero en el Monagas Sport Club de la Primera División de Venezuela, y en la selección de fútbol de Guatemala.

## Carrera del club
Nacido en el departamento de Petén, Guatemala Betancourth, que juega como delantero, se unió a su lado local, Club Deportivo Heredia cuando era un adolescente. Hizo su debut profesional en 2011 a la edad de 19. Actualmente milita en el Xelajú Mario Camposeco en la ciudad de Quetzaltenango. 
Betancourth capturó el título de goleo del Apertura 2012 el mismo día que cumplió 21 años, coronando una temporada 13 goles.
Terminó el 2012 Apertura / Clausura con 20 goles en 38 apariciones

## Carrera internacional
Robin Betancourth ha representado a Guatemala en el S20 y el nivel superior. Hizo su debut para la Selección de fútbol de Guatemala absoluta en un amistoso contra Panamá el 10 de enero de 2013.

## Clubes
| Club                   | País      | Año        |
| ---------------------- | --------- | ---------- |
| Club Deportivo Heredia | Guatemala | 2011- 2014 |
| Xelajú Mario Camposeco | Guatemala | 2014- 2015 |
| Cobán Imperial         | Guatemala | 2015-2018  |
| Comunicaciones FC      | Guatemala | 2018-2020  |

- Datos: Q17563088